# Bitwa o Skalbmierz
Bitwa o Skalbmierz – zwycięska bitwa partyzancka stoczona 5 sierpnia 1944 roku w Skalbmierzu przez oddziały Armii Krajowej, Batalionów Chłopskich i Armii Ludowej przeciwko niemieckiej ekspedycji karnej (złożonej z formacji policyjnych i wojskowych w sile około 900 ludzi).

## Przebieg bitwy
Przystępując do oczyszczenia zaplecza frontu wschodniego Niemcy przystąpili do likwidacji terenu opanowanego przez partyzantów tzw. Republiki Pińczowskiej. Atak na Skalbmierz nastąpił rano 5 sierpnia 1944 i zakończył się wyparciem z miasta oddziału Armii Krajowej w sile plutonu, dowodzonym przez podporucznika Franciszka Pudo. Na wieść o zajęciu Skalbmierza i rozpoczęciu przez Niemców pacyfikacji miasta na pomoc oddziałom Armii Krajowej przyszły oddziały Batalionów Chłopskich i Armii Ludowej. Do Zygmunta Bieszczanina dowódcy oddziału Armii Ludowej stacjonującego w lasach chroberskich wysłano kuriera z prośbą o pomoc. Pomimo wzmocnienia sił, partyzanci nie byli w stanie zdobyć miasta i zapobiec mordowaniu mieszkańców i paleniu domów. Potrzebne było jeszcze dodatkowe wsparcie, które zostało uzyskane po rozmowach przeprowadzonych przez Jana Pszczołę z dowódcą patrolu armii radzieckiej stacjonującego w Wiślicy, który dotarł tu po wysłaniu z przyczółka baranowsko sandomierskiego. Po otrzymaniu wsparcia w postaci dwóch czołgów (bez piechoty), które przerwały linię frontu i znalazły się około 50 kilometrów przed resztą swoich wojsk, oddziały partyzanckie liczące około 400 ludzi i stanowiące osłonę dla czołgów, rozpoczęły główny atak na miasto zakończony powodzeniem. W bitwie poległo 21 partyzantów i 80 cywili. Straty niemieckie wynosiły około 100 zabitych.

## Upamiętnienie
Ofiarom niemieckiego terroru oraz partyzantom uczestniczącym w bitwie o Skalbmierz na placu obok kościoła wzniesiono pomnik z napisem cyt: 5 sierpień 1944 r. Pomnij na dzień ów. Dzień grozy ognia i krwi. W 25 rocznicę pamiętnej bitwy i pacyfikacji Skalbmierza Rada Państwa odznaczyła miasto Orderem Krzyża Grunwaldu III kl.